# Свети Йероним Блажени и Ангелът на Съда (Хосе де Рибера)
„Свети Йероним Блажени и Ангелът на Съда“ (на италиански: San Girolamo e l'angelo del Giudizio) е картина на испанския художник Хосе де Рибера от 1626 г. Картината (164 х 262 см) е изложена в Зала 90 на Национален музей „Каподимонте“ в Неапол. Използваната техника е маслени бои върху платно.

## История и описание
Картината е нарисувана през 1626 г., за да бъде поставена в малък олтар близо до главния олтар на църквата „Сантисима Тринита деле Монаке“в Неапол.
През 1813 г. поради закриване на ордена, двете картини на Хосе де Рибера, намиращи се църквата, тази и Тринитас Терестрис са преместени в Колекцията на Бурбоните, а след време са изложени в Музей „Каподимонте“.
Картината, подписана и датирана, представя типичните препратки на неаполитанските Караваджисти и се откроява сред най-великите шедьоври на испанския художник, чиято виртуозност ще бъде окончателно представена едва през третото десетилетие на 17 век, тоест в произведенията на пълна художествена зрялост. Преходите от светло в тъмно всъщност са по-малко очевидни от първите творби на художника, където тенебризмът на Караваджо изглежда по-дефиниран и подчертан.
Художникът изобразява Йероним Блажени в момент на превеждане на Библията, изненадан от Ангела на Съда, който се появява от облаците в горната дясна част на платното и свири на рог. Ангелът в това платно е много близък до фигурата, нарисувана от Караваджо през 1602 г. в картината Св. Матей и ангелът. Сцената също се състои от всички други типични елементи в иконографското представяне на Свети Йероним Блажени, а именно лъвът, който е едва видим в полумрака зад светеца, черепът и накрая навитият пергамент. Светлината, която осветява целия състав, идва от пейзажен отвор в скалите в горния ляв ъгъл на платното.